# José Hermogénes Rocco Suassuna
José Hermogénes Rocco Suassuna (Rio de Janeiro, 11 de junho de 1957) é um médico brasileiro.
Foi eleito membro da Academia Nacional de Medicina em 2018, ocupando a Cadeira 43, que tem João Carlos Teixeira Brandão como patrono.